# Georgi Kitov
Georgi Kitov (en bulgare Георги Китов, qu'on trouve également translittéré Guergui Kitov, né le 1er mars 1943 à Doupnitsa et mort le 14 septembre 2008 à Starosel, dans l'obchtina de Khisarya, est un archéologue et thracologue bulgare.

## Biographie
Il est diplômé de l'université Saint-Clément-d'Ohrid de Sofia en 1966. Il poursuit ses études à l'université de Saint-Pétersbourg en 1974-1975.
Il est docteur en histoire en 1977 et chercheur associé en 1990. Il est président de l'assemblée de l'Institut d'archéologie et du musée de l'Académie bulgare des sciences en 1992. Il enseigne à la Nouvelle Université bulgare à partir de 1995.
Georgi Kitov est mort le 14 septembre 2008 des suites d'une attaque cardiaque durant des fouilles archéologiques sur le site de Starosel.

## Travaux

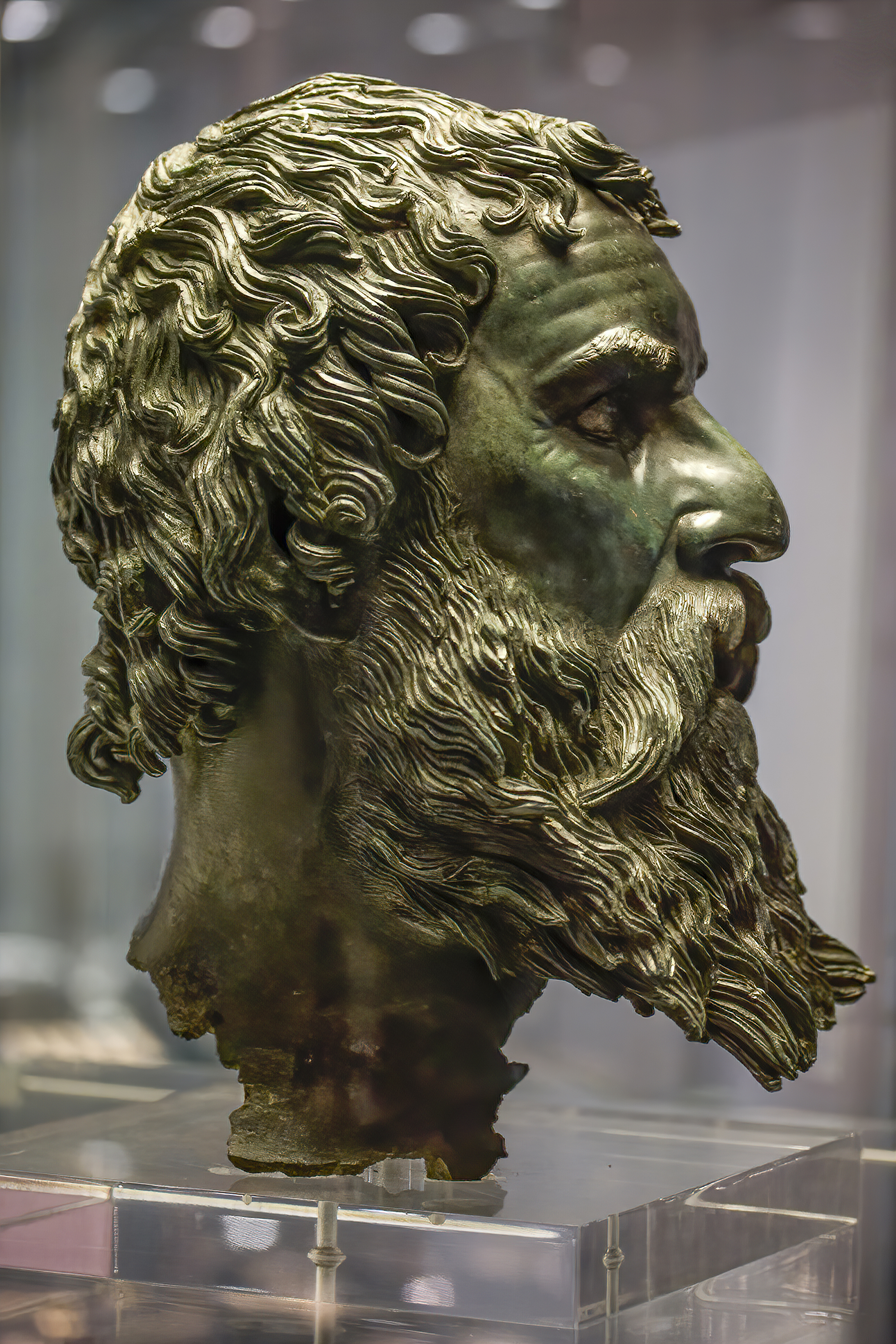
Tête en bronze de Seuthès III trouvée dans son tombeau à Kazanlak par Georgi Kitov et conservée au musée archéologique national à Sofia

Certaines découvertes importantes lui ont permis d'acquérir une renommée internationale.
Il a mis au jour deux masques funéraires en or datés du Ve siècle av. J.-C.
Il a également retrouvé une tombe durant l'automne 2004 attribuée au roi thrace Seuthès III.

## Controverses

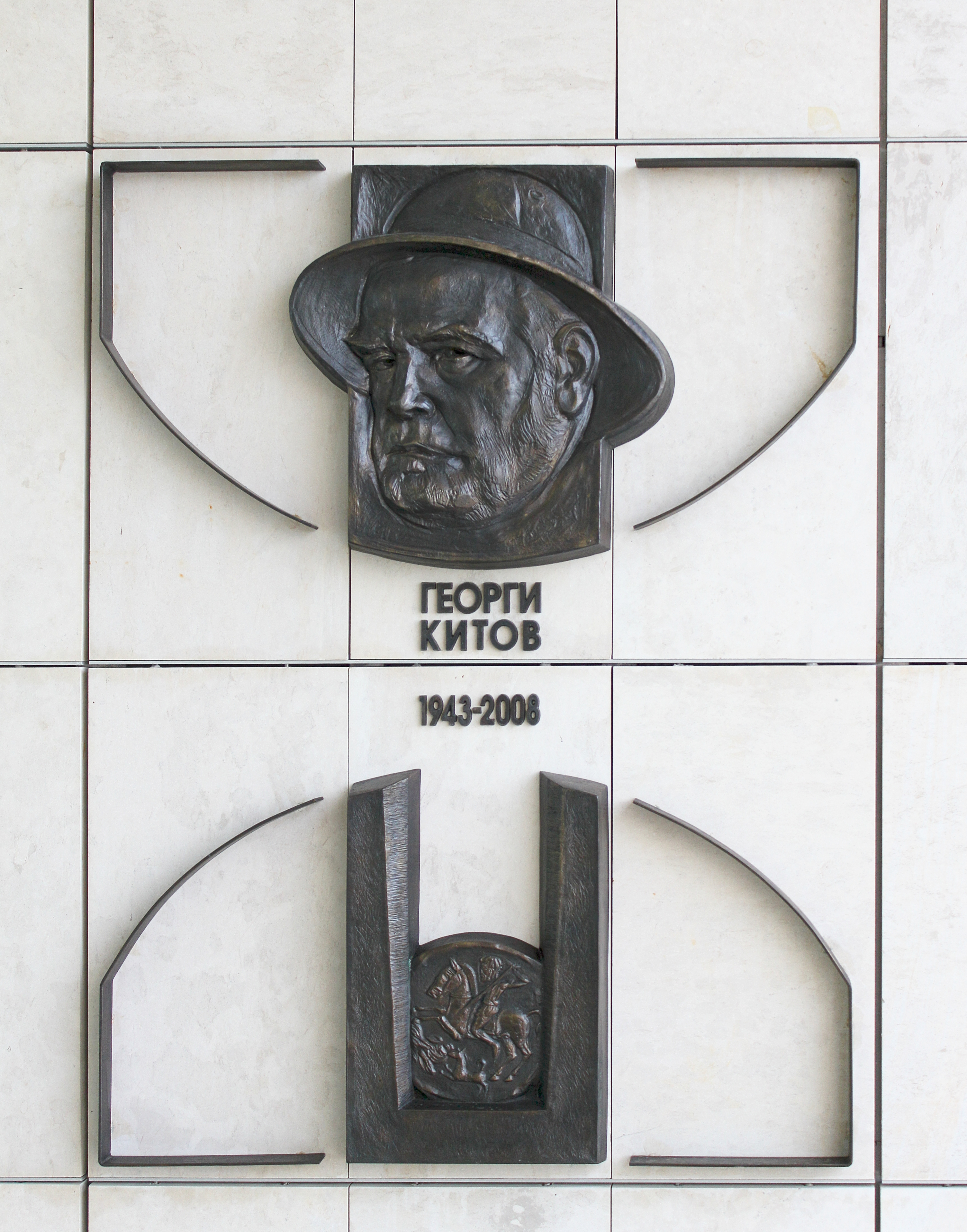
Plaque en l'honneur de l'archéologue déposée en 2010 au musée de l'art thrace dans les Rhodopes de l'Est ouvert à proximité du tombeau thrace d'Alexandrovo en 2009

Les méthodes de fouilles utilisées par Kitov furent très controversées : en effet il utilisait les engins de terrassement pour aller vite. Ces méthode ne font pas l'objet seulement de critiques, certains archéologues estimant qu'il n'avait pas le choix vu l'ampleur des pillages subis par les sites archéologiques bulgares.
Un autre reproche qui lui fut fait est d'avoir peu analysé les découvertes réalisées.
Les autorités bulgares lui retirèrent l'autorisation d'effectuer des fouilles archéologiques pendant un an en 2001.